# Tulasnella thelephorea
Tulasnella thelephorea é uma espécie de fungo pertencente à família Tulasnellaceae.